# میکائیل لوریس-ملیکوف

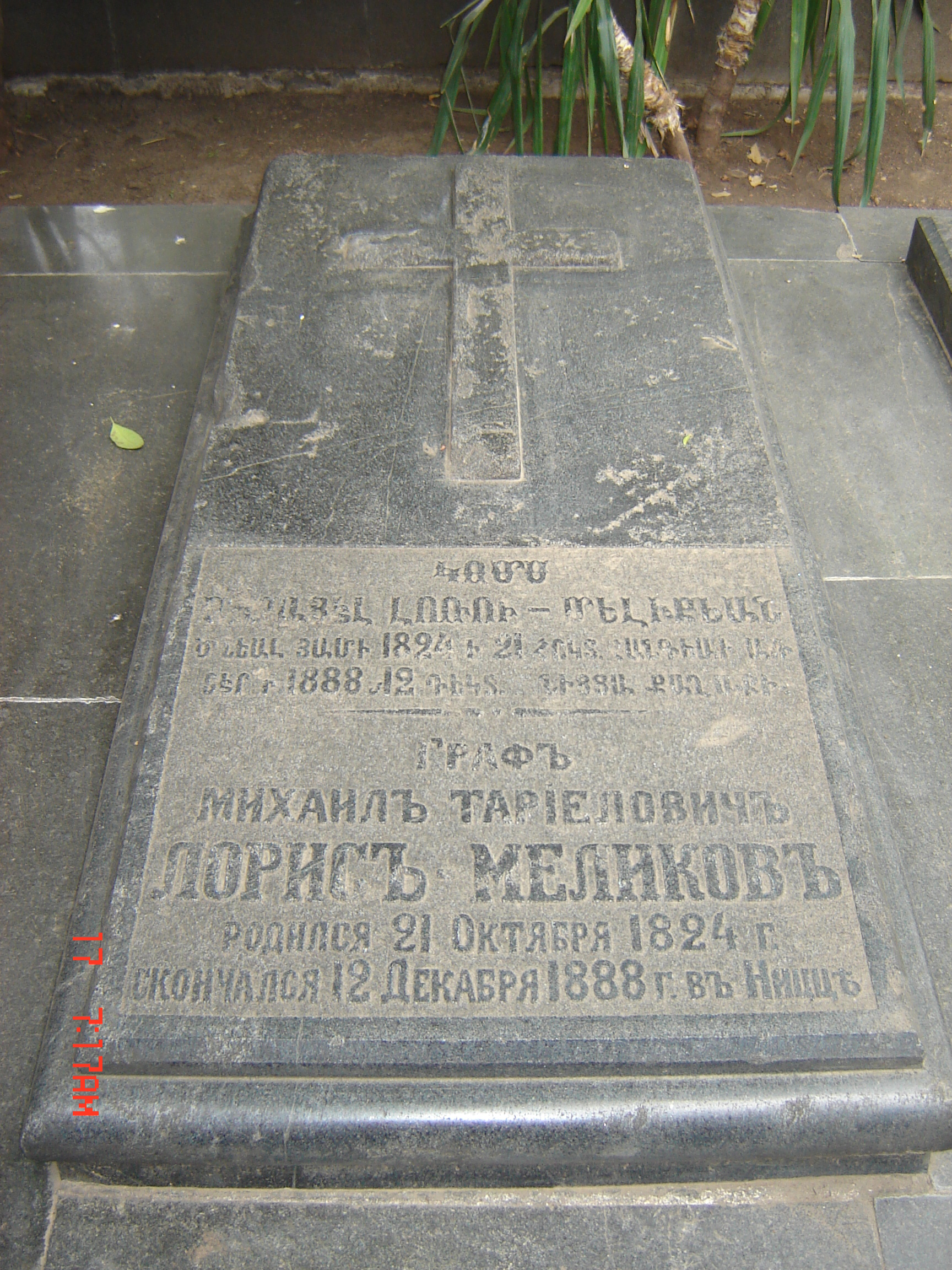

میکائیل لوریس-ملیکوف (ارمنی: Միքայել Տարիելի Լոռիս-Մելիքով; انگلیسی: Mikhail Loris-Melikov; ۱ ژانویهٔ ۱۸۲۶ – ۲۲ دسامبر ۱۸۸۸) یک سیاست‌مدار و نظامی ارمنی‌تبار اهل امپراتوری روسیه بود.